# Monte Ābū
El monte Ābū (en hindi: माउंट आबू) es una montaña de la cordillera Aravalli, en el distrito de Sirohi, estado de Rajastán, India. Su antiguo nombre era Arbudaanchal. En su cima se encuentra la ciudad de Monte Ābū, de 22 152 habitantes. Es una reserva natural y un lugar de peregrinación para el jainismo.

## Historia

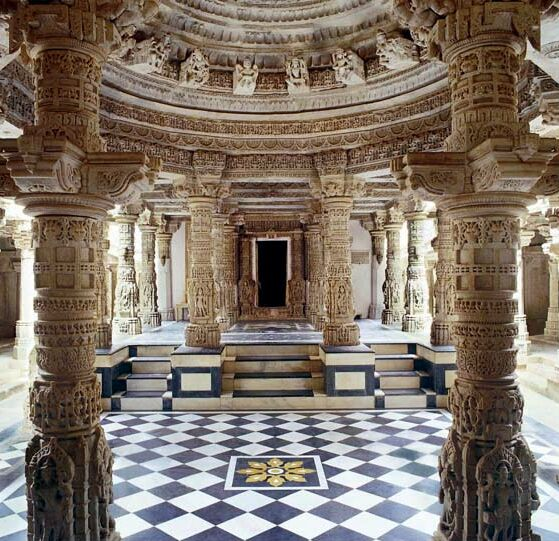
Monasterio de Dilwara.

En la mitología hindú, el monte Ābū era la montaña mítica del asura-naga (genio fluvial) Arbuda. Fue el refugio de meditación de Majavirá, fundador del jainismo, por lo que es una montaña sagrada para esta religión. Artísticamente, destaca por el conjunto de templos de Dilwara, la joya arquitectónica del arte jaina, construido en un límpido mármol blanco entre los siglos XI y XIII. Consta de cinco templos tipo nagara, de los que destacan los de Adinath y Neminath.
El templo de Adinath (1032) está dedicado al tirthankara (profeta jaina) Adinath, y fue promovido por Vimala Shah Vasahi, ministro del rey Bhimadeva I de la dinastía Solanki. Consta de un pórtico corrido de 59 capillas, con una antesala, una mandapa (sala de oración) y el garbha-griha (sancta sanctorum), donde se encuentra una imagen de Adinath cubierta de láminas de plata. 
El templo de Neminath (1230) está dedicado al tirthankara Neminath, y fue patrocinado por los hermanos Tejahpala y Vastupala, ministros de los reyes Solanki Vivadhavala y Bhimadeva II. Es de características similares al de Adinath, si bien con un estilo escultórico algo más mórbido y decadente, destacando la magnífica bóveda de su mandapa, que parece de «gotas de cristal», según palabras de James Fergusson, uno de los fundadores del Archaeological Survey of India.